# Ädelfors
Ädelfors är en tidigare bruksort öster om Vetlanda i Alseda socken i Vetlanda kommun. Orten var klassad som en småort fram till 2005 när befolkningsantalet blev lägre än 50 personer.

## Historia
Från början kallades orten Gyafors, men efter att man påträffat guldfyndigheter i området år 1737 beslutade kung Fredrik I om att orten skulle byta namn till Ädelfors. Gruvan lades ner 1889 och kallades Ädelfors guldgruva. Bergarten  ädelit, en typ av prehnit, är uppkallad efter samhället.
I Ädelfors låg tidigare en station vid den smalspåriga järnvägen Vetlanda–Målilla Järnväg. Persontrafiken upphörde 1961. År 1984-1987 breddades linjen till normalspår och trafikeras numer endast av godståg. Bandelen kallas Emådalsbanan.

## Samhället
Guld- och gruvhistorien är fortfarande betydelsefull för Ädelfors. I gruvmuseet finns den Bielkeska mineralsamlingen. Samlingen omfattar bland annat cirka 7000 stuffer och fem förgyllda mineralskåp i gustaviansk stil.
I samhället byggdes ett spannmålsmagasin, Stenmagasinet i Ädelfors, med stenar som på slutet av 1860-talet rensades från åkermark. 
Utanför Ädelfors är Emån uppdämd och ett mindre vattenkraftverk om 840 kW moderniserades 1978.
I Ädelfors ligger Ädelfors folkhögskola.

## Källhänvisningar
1. 1 2  ”Småorter 2005”. Statistiska Centralbyrån. sid. 26. Arkiverad från originalet den 17 april 2012. https://web.archive.org/web/20120417115250/http://www.scb.se/statistik/MI/MI0811/2005A01S/MI0811_2005A01S_SM_MI38SM0602.pdf. Läst 15 juni 2013.
2. ↑  ”Ädelfors gruvmuseum”. Vetlanda kommun. Arkiverad från originalet den 23 juni 2013. https://archive.is/20130623234027/http://www.vetlanda.se/vanstermeny/kulturfritid/museer/adelforsgruvmuseum.4.1ee9e14d125fea154cf8000380.html. Läst 15 juni 2013.
3. ↑  ”Ädelfors”. vattenkraft.info – Info om Svensk vattenkraft. http://vattenkraft.info/?id=1385. Läst 15 juni 2013.